# Sitzendorf an der Schmida
Sitzendorf an der Schmida est une commune autrichienne du district de Hollabrunn en Basse-Autriche.